# Dromius meridionalis
Dromius meridionalis es una especie de escarabajo de la familia Carabidae.

## Distribución geográfica
Se distribuye por el paleártico: Europa, norte de África y el Cáucaso.